# Puddemin
Puddemin ist ein Ortsteil der Gemeinde Poseritz und gehört zum Landkreis Vorpommern-Rügen in Mecklenburg-Vorpommern.
Das kleine Dorf an der Südküste der Insel Rügen ist über die Deutsche Alleenstraße erreichbar und liegt direkt an der Puddeminer Wiek. Der  Ort besteht aus mehreren denkmalgeschützten und reetgedeckten Häusern. In unmittelbarer Nachbarschaft liegen die Dörfer Mellnitz, Neparmitz, Swantow, Renz, Groß Schoritz und Dumsevitz, ferner Rügens älteste Stadt Garz und die Halbinsel Zudar.

## Geschichte

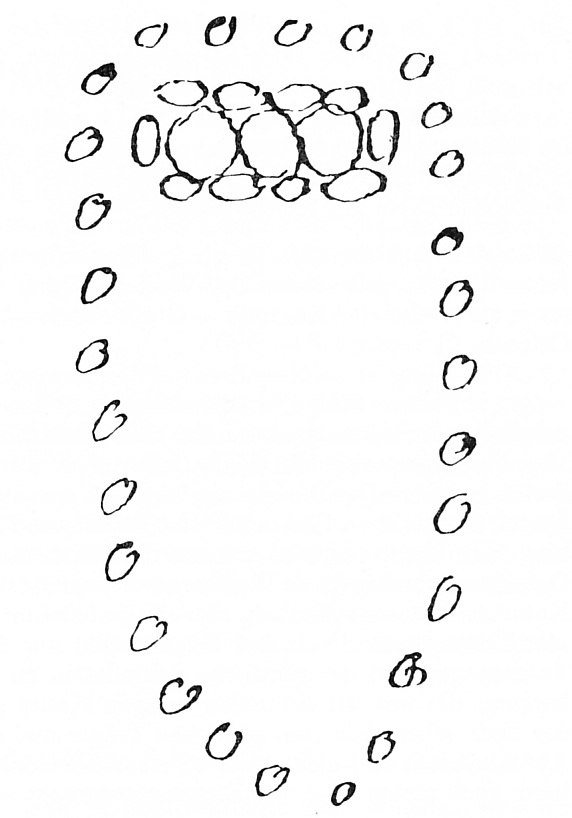
Skizze von Fr. v. Hagenow: zerstörtes Großsteingrab in Dumsevitz

Die drei Großsteingräber, die auf die späte Jungsteinzeit zu datieren sind und einst in Puddemin zu finden waren, deuten, ebenso wie die archäologischen Funde aus der Bronzezeit, auf eine frühe Besiedlung Puddemins hin.
Die Herkunft des Ortsnamens ist unklar, wahrscheinlich jedoch slawischen Ursprungs. Urkundlich wurde Puddemin erstmals 1314 im „Verzeichnis der von dem Ritter Braunschweig auf der Insel Rügen erhobenen fürstlichen Hebungen“ als „taberna Poddemin“ erwähnt (Pommersches Urkundenbuch (PUB) Nr. 2918). Demnach wurden vom Puddeminer Krug 3 Mark erhoben.
„Im weiteren Verlauf des 14. Jh. scheint der Ort besitzmäßig stark zerstückelt gewesen zu sein, am Anfang des 15. Jh. lassen sich jedoch erste Beziehungen zur Stadt Stralsund verfolgen, die 1577 als einzige Besitzerin genannt wird. ...1627–1630 wurde der Ort durch die kaiserlichen Truppen (unter Wallenstein) stark zerstört, jedoch noch im 17. Jh. teilweise wieder neu aufgebaut. 1637 waren in Puddemin wieder sechs Bauernhöfe vorhanden.“ Das niederdeutsche Hallenhaus des Hofes I von Johann Busch (siehe Schwedische Matrikelkarte AV 85, LAG) wurde im Jahre 1681 errichtet und ist seit 2013 Teil des „Museumshofes Puddemin Rügen“.

## Puddeminer Wiek

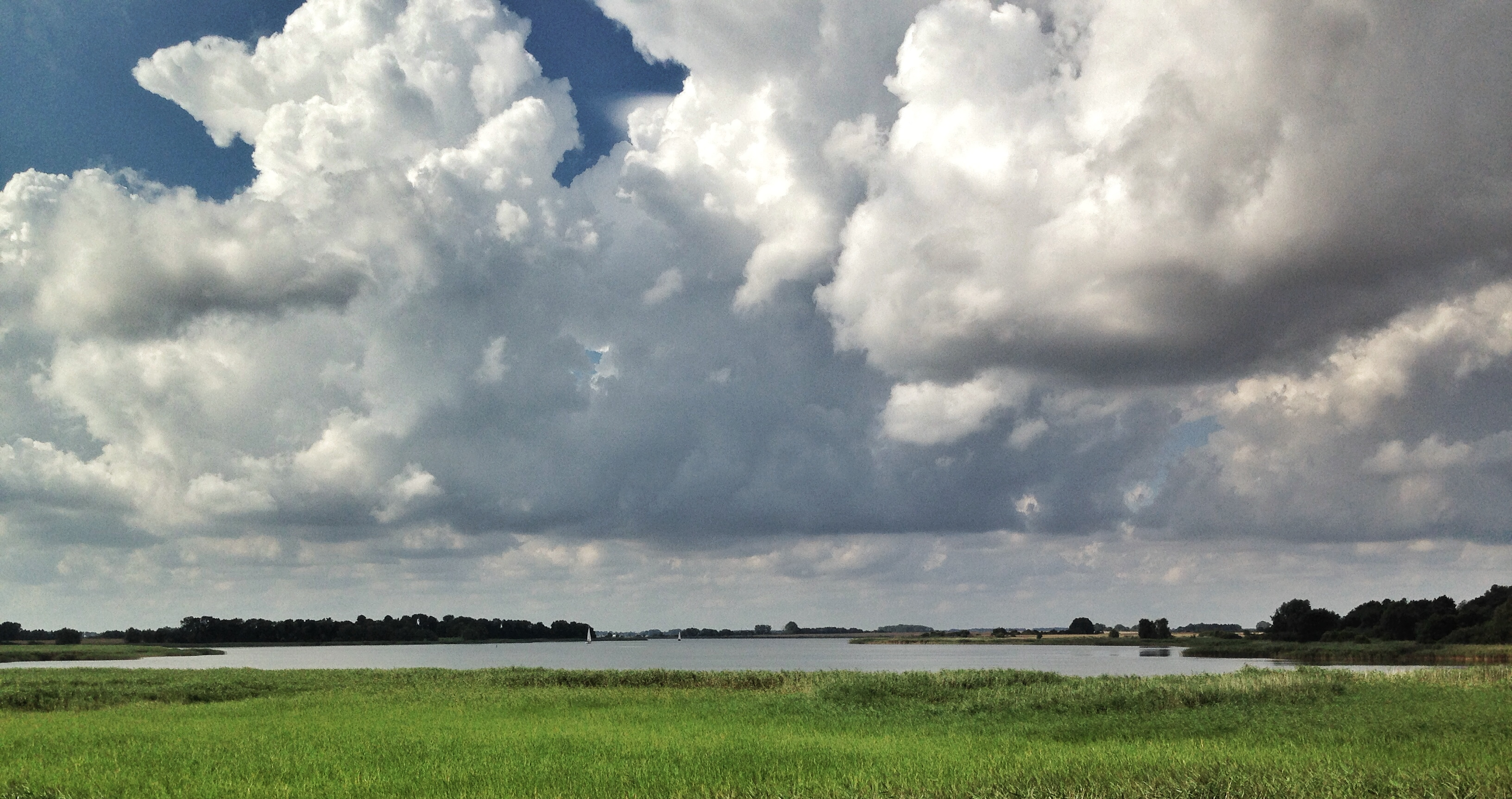
Puddeminer Wiek

Die Puddeminer Wiek ist ein lagunenartiges Küstengewässer und mündet in den, mit zehn Metern ungewöhnlich tiefen Strelasund, der die Insel Rügen vom Festland trennt. Das Deutsche Meeresmuseum der Hansestadt Stralsund, das in circa 25 km Entfernung liegt, gewährt einen guten Einblick in die Entstehungsgeschichte des Sundes seit der letzten Eiszeit.

## Flora und Fauna
Puddemin liegt in einem Europäischen Vogelschutzgebiet, einer Gebietskategorie im Schutzsystem Natura 2000 der Europäischen Union.
Da es sich bei der Puddeminer Wiek um ein Boddengewässer handelt, ist der Salzgehalt des Wassers recht gering und beinahe mit dem Salzgehalt von Süßwasserseen zu vergleichen. Für viele an Süßwasser gebundene Vogelarten stellt der mit dichtem Schilf bewachsene Bodden dadurch einen idealen Lebensraum dar. Er dient verschiedenen Zugvögeln wie Kranichen und Graugänsen als Rastplatz und ist eine wichtige Nahrungsgrundlage für Enten, Schwäne, Graureiher, Seeadler, Kormorane und diverse Wattvogelarten.

## Puddemin als Motiv in der Literatur

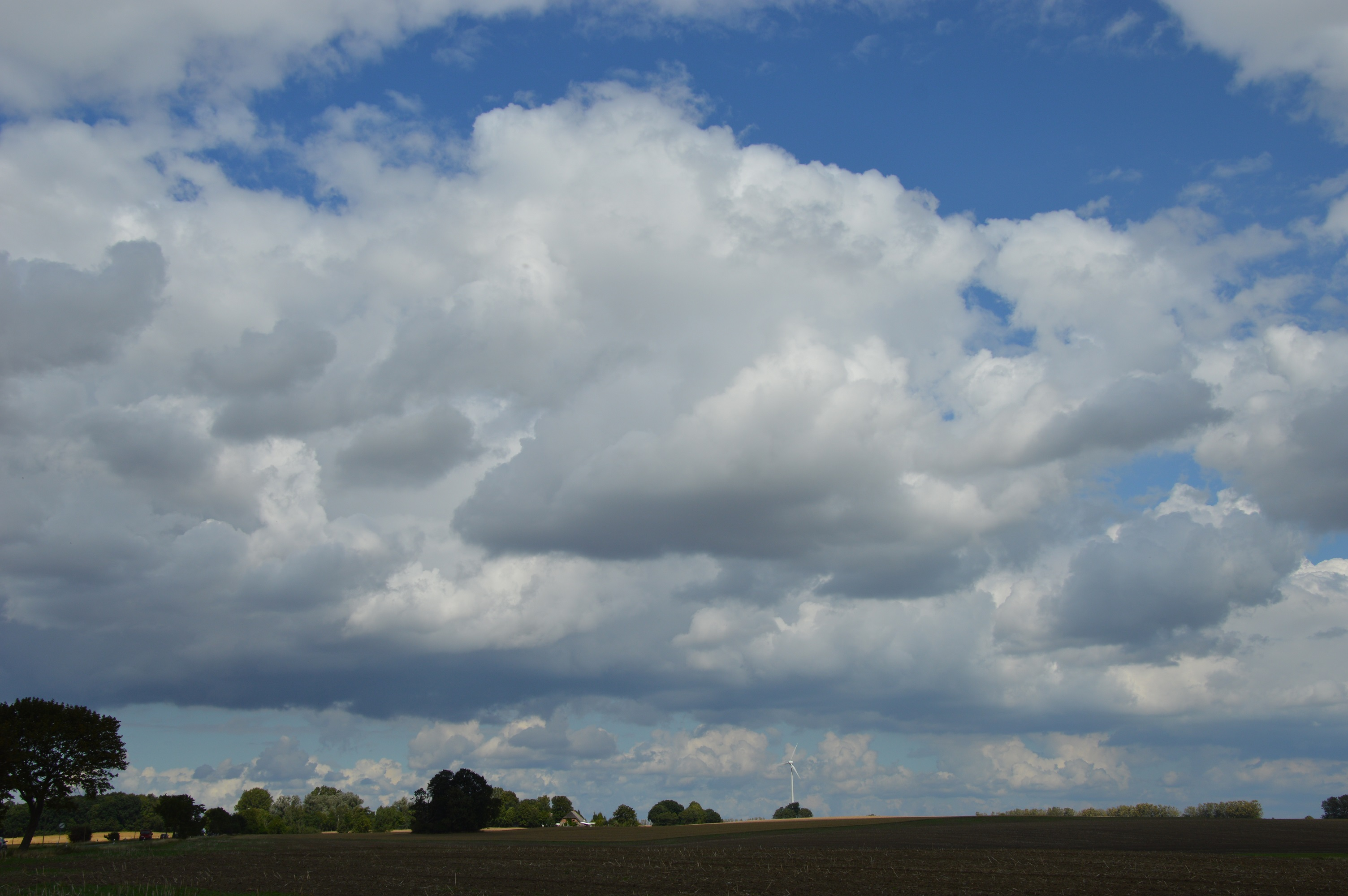
Günzer Feld bei Puddemin, Standort des untergegangenen Bauernhofes der "Thrin Wulfen".

Der deutsche Schriftsteller, Historiker, Freiheitskämpfer und Märchensammler Ernst Moritz Arndt wurde am 26. Dezember 1769 im Nachbardorf Groß Schoritz geboren. In seinen 1818 und 1843 erschienenen „Märchen und Jugenderinnerungen“ gibt Arndt als Handlungsort seiner Märchen von den „Sieben bunten Mäusen“ und „Thrin Wulfen“ das Dorf Puddemin an. Weitere Märchen lokalisiert er unmittelbar im Umfeld von Puddemin in Poseritz und Üselitz („Der Kröger van Poseritz“) sowie in Garz („Prinzessin Swanvithe“). Diese und andere Märchenmotive finden sich u. a. in dem 1988 im DDR Kinderbuchverlag erschienenen Band „Zwei Riesen im Sund“. Der Text wurde von Ulrich Völkel frei nach den Motiven von Ernst Moritz Arndt bearbeitet und von dem DDR-Comiczeichner Bernd Günther illustriert.

## Sehenswürdigkeiten

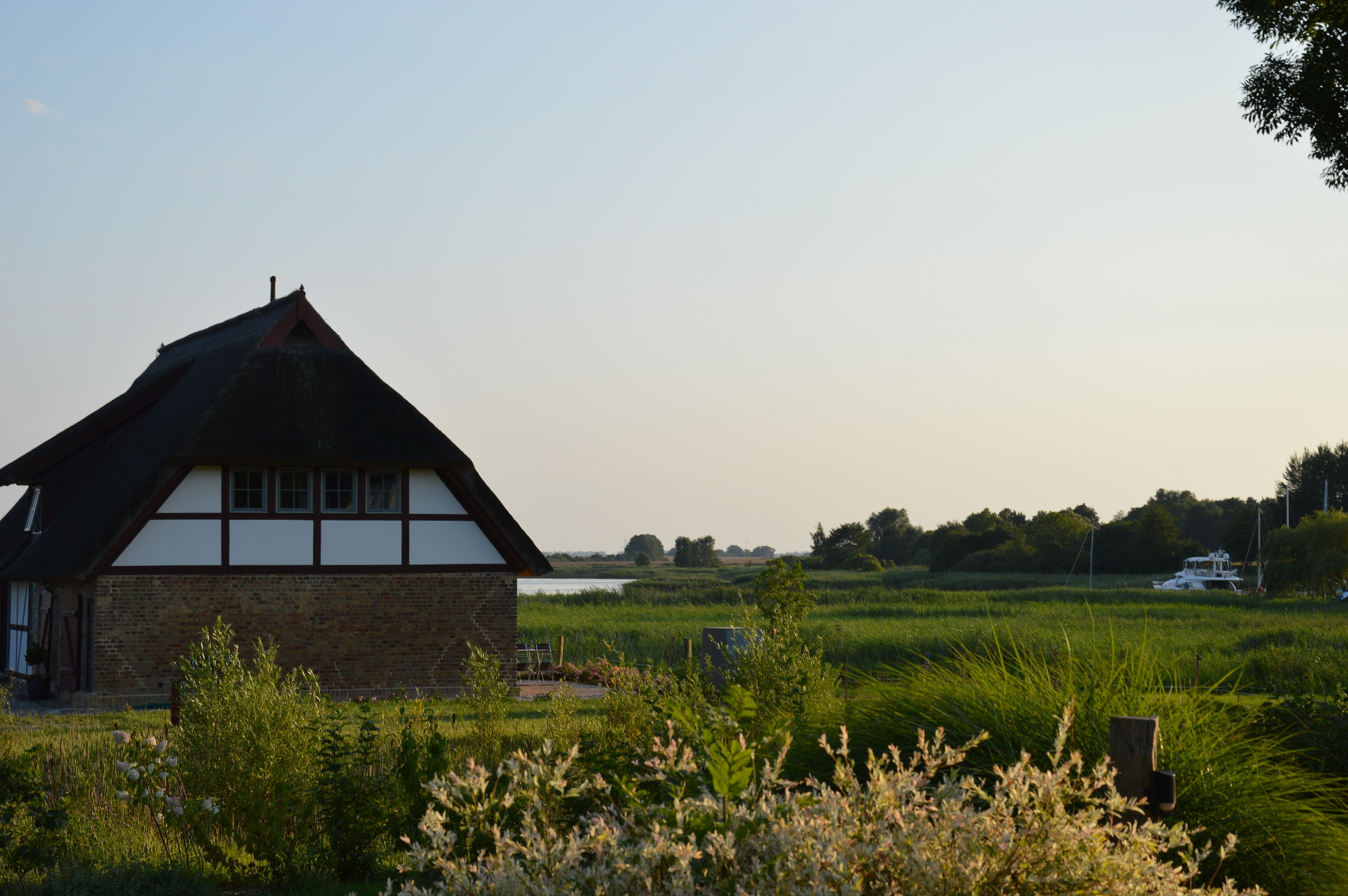
Historische Hofanlage Puddemin 10 mit Blick zum Naturhafen

- Wasserwanderrastplatz und Naturhafen Puddemin
- Denkmalgeschützte Hofanlage mit Wohnhaus, Stallscheune und einem Nebengebäude in Puddemin 10
- Denkmalgeschütztes Chausseehaus mit Nebengebäude in Puddemin 15
- Teile der ehemaligen Strecke der Rügenschen Kleinbahn
- Der Pilgerweg der Hl. Brigitta von Schweden führt durch Puddemin